# Honezovice
Honezovice är en ort i Tjeckien.   Den ligger i regionen Plzeň, i den västra delen av landet, 110 km sydväst om huvudstaden Prag. Honezovice ligger 396 meter över havet och antalet invånare är 222.
Terrängen runt Honezovice är platt. Runt Honezovice är det ganska tätbefolkat, med 111 invånare per kvadratkilometer. Närmaste större samhälle är Holýšov, 5,7 km sydost om Honezovice. I omgivningarna runt Honezovice växer i huvudsak blandskog.